# بنی سویف
بنی سویف نام شهر و شهرستانی در استان بنی سویف مصر است.